# IRAS–Araki–Alcock-üstökös
Az IRAS–Araki–Alcock-üstökös (hivatalos neve: C/1983 H1, korábbi jelölése: 1983 VII) 1983 májusában körülbelül 4,7 millió kilométer távolságban haladt el a Föld mellett. Ennek a hosszú periódusú üstökösnek a keringési ideje 964 év.
Az üstökös a felfedezői nevét viseli. Az IRAS az Infrared Astronomical Satellite nevű csillagászati műholdnak a rövidítése, Araki (Genichi Araki Japánból) és Alcock (George Alcock az Egyesült Királyságból) pedig két amatőrcsillagász. Mindkét férfi tanító, az utóbbi abban az időben már nyugdíjas volt, és a felfedezés idején éppen az ablakán nézet ki saját binokulárjával.
A Max Planck Rádiócsillagászati Intézet munkatársai a 100 méter átmérőjű effelsbergi rádiótávcsővel az 1,3 centiméteres hullámhosszon ammóniát és vízgőzt mutattak ki az IRAS–Araki–Alcock-üstökösben. Molekula-színképelemzővel történt a vizsgálat.

## Képek

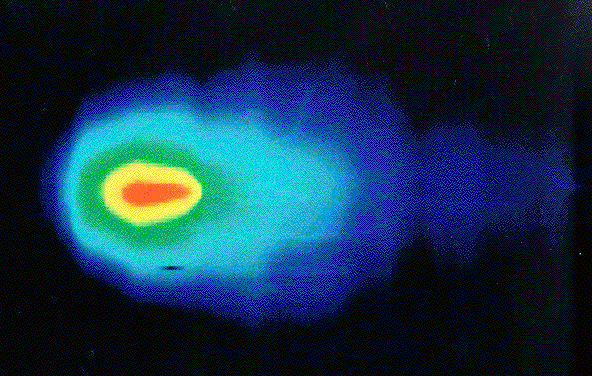
Az üstökös infravörös fényképezésben
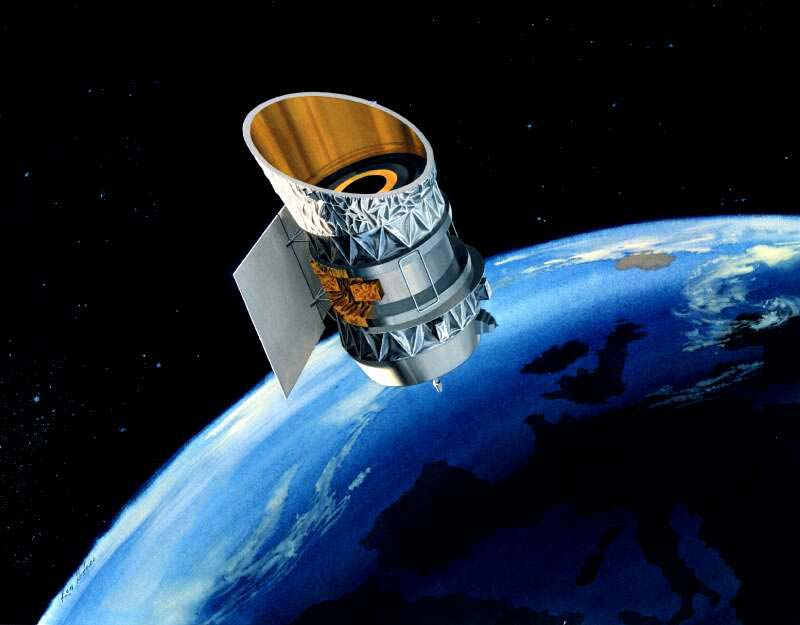
Művészi elképzelés az Infrared Astronomical Satelliteról
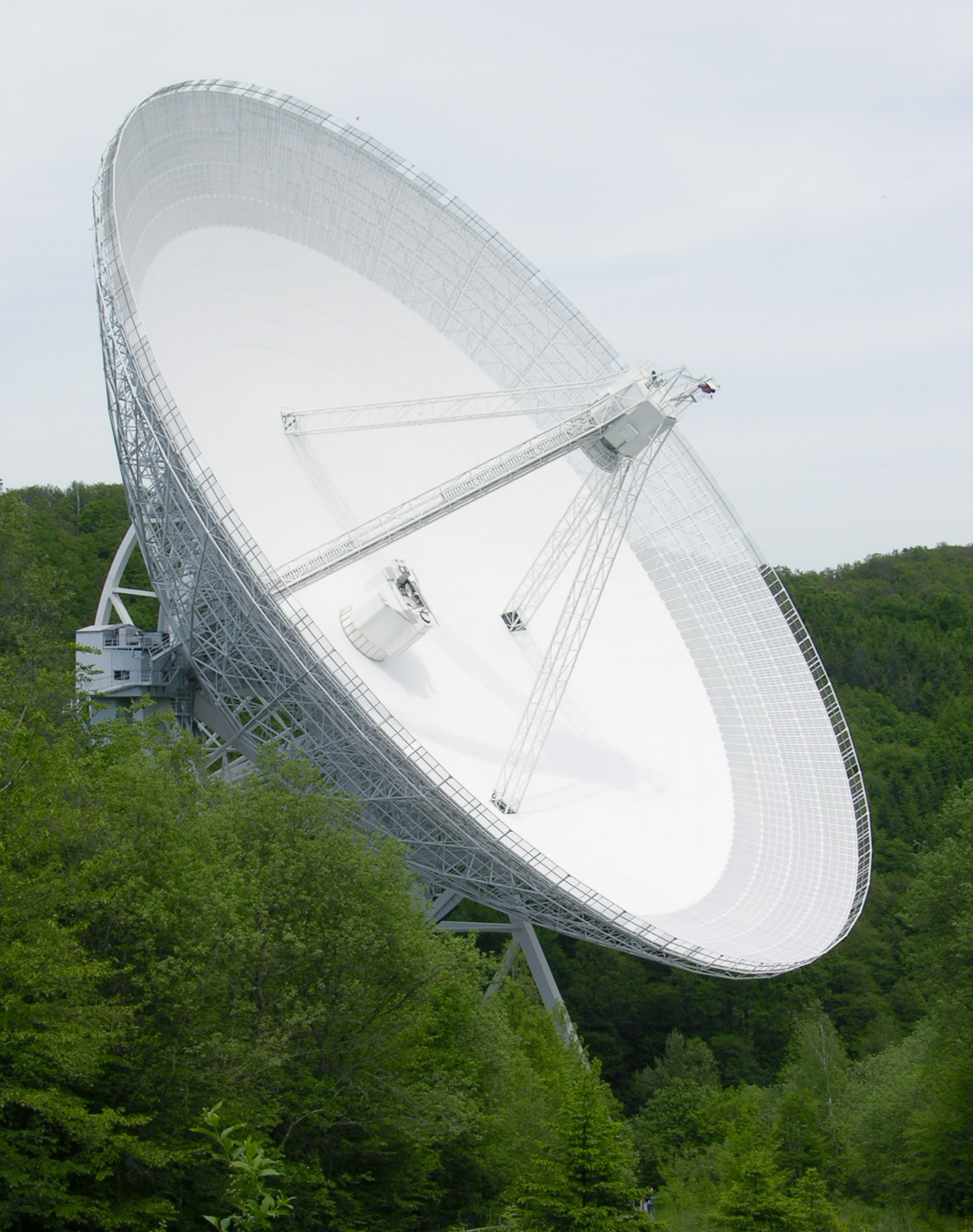
Az Effelsbergi rádiótávcső 100 méter átmérőjű antennája

### Fordítás
- Ez a szócikk részben vagy egészben  a   Comet IRAS–Araki–Alcock című angol Wikipédia-szócikk ezen változatának fordításán alapul.  Az eredeti cikk szerkesztőit annak laptörténete sorolja fel. Ez a jelzés csupán a megfogalmazás eredetét és a szerzői jogokat jelzi, nem szolgál a cikkben szereplő információk forrásmegjelöléseként.